# Liste des porte-avions d'escorte de l'United States Navy
Les porte-avions d'escorte de la marine américaine (désignation AVG, puis ACV puis enfin CVE à partir de juillet 1943) ont joué un rôle important lors de la Seconde Guerre mondiale en participant à la victoire alliée sur les sous-marins allemands, pendant la Bataille de l'Atlantique et en apportant un appui aérien indispensable lors d' opérations amphibies majeures, tant en Europe (Opération Torch en Afrique du Nord et Débarquement de Provence) que sur le théâtre du Pacifique. Ils ont également joué un rôle moins connu mais tout aussi indispensable en soulageant les porte-avions d'escadre des missions de formation des pilotes, de protection des convois logistiques dans le Pacifique et de transport d'aviation.
Six de ces bâtiments ont été coulés entre 1941 et 1945.
Ils ont continué à servir pendant la guerre de Corée et, certains ont été utilisés – dans un rôle de transport – pendant le conflit vietnamien.

## Historique
Les États-Unis, confrontés dès les années 1920 à la montée en puissance du Japon, étudient - parfois en commun avec les Britanniques- des solutions pour renforcer rapidement leurs capacités aéronavales. Le résultat final sera un programme de construction de porte-avions d'escorte, pour aider la Royal Navy mais également pour assurer leurs propres missions de lutte anti-sous-marine et pour soulager leurs porte-avions d'escadre (les « Fast carriers ») de leurs missions d'entraînement, de transport et d'appui au sol.
Pour couvrir leurs besoins, les deux nations sont ainsi amenées à développer dans l'urgence des programmes de conversion de bâtiments civils ou de construction de navires peu sophistiqués, basés sur les normes de la marine marchande (pas de blindage, moins de cloisonnement, peu de redondance dans les systèmes, etc.) qui leur permettront d'aligner rapidement un nombre important d'unités.
La très grande majorité de ces unités seront construites par les États-Unis qui lanceront en tout 125 porte-avions d'escorte (PAE). Ils en mettront en service 87 dans leur propre marine et en transféreront 38 à la Royal Navy.
Seront conservés pour l'US Navy :
- 1 PAE classe Long Island
- 1 PAE classe Charger
- 11 PAE classe Bogue
- 4 PAE de classe Sangamon
- 50 PAE de classe Casablanca
- 19 PAE de classe Commencement Bay

Sur les 125 unités construites aux États-Unis, 56 sont des cargos - principalement de type C3 - ou des pétroliers (les 4 Sangamon) qui ont été modifiés sur cale ou après leur mise en service. Les 69 restant : 50 Casablanca et 19 Commencement Bay (ces derniers très inspirés par les Sangamon) ont été conçus dès l'origine pour cet usage et ont tous été conservés par la marine américaine.
62 sous-marins sont coulés avec l'aide des appareils embarqués sur les porte-avions d'escorte l'US Navy (53 allemands dans l'Atlantique et 8 japonais et un allemand dans l'océan Indien et le Pacifique).
Malgré le taux d'accident plus important sur les porte-avions d'escorte que sur ceux d'escadre, leur taux de pertes d'avions au total est plus faible. L'US Navy note durant la guerre du Pacifique 0,46 perte pour 100 sorties pour les CVE, 0,60/100 pour les CVL, 0,70/100 pour les CV. 179 pertes accidentelles pour 20 679 sorties pour les CVE, 540 pour 88 335 pour les CV. Leur rythme de mission est plus élevé avec 37 missions par mois et appareils pour les CVE contre 24 pour les CV.

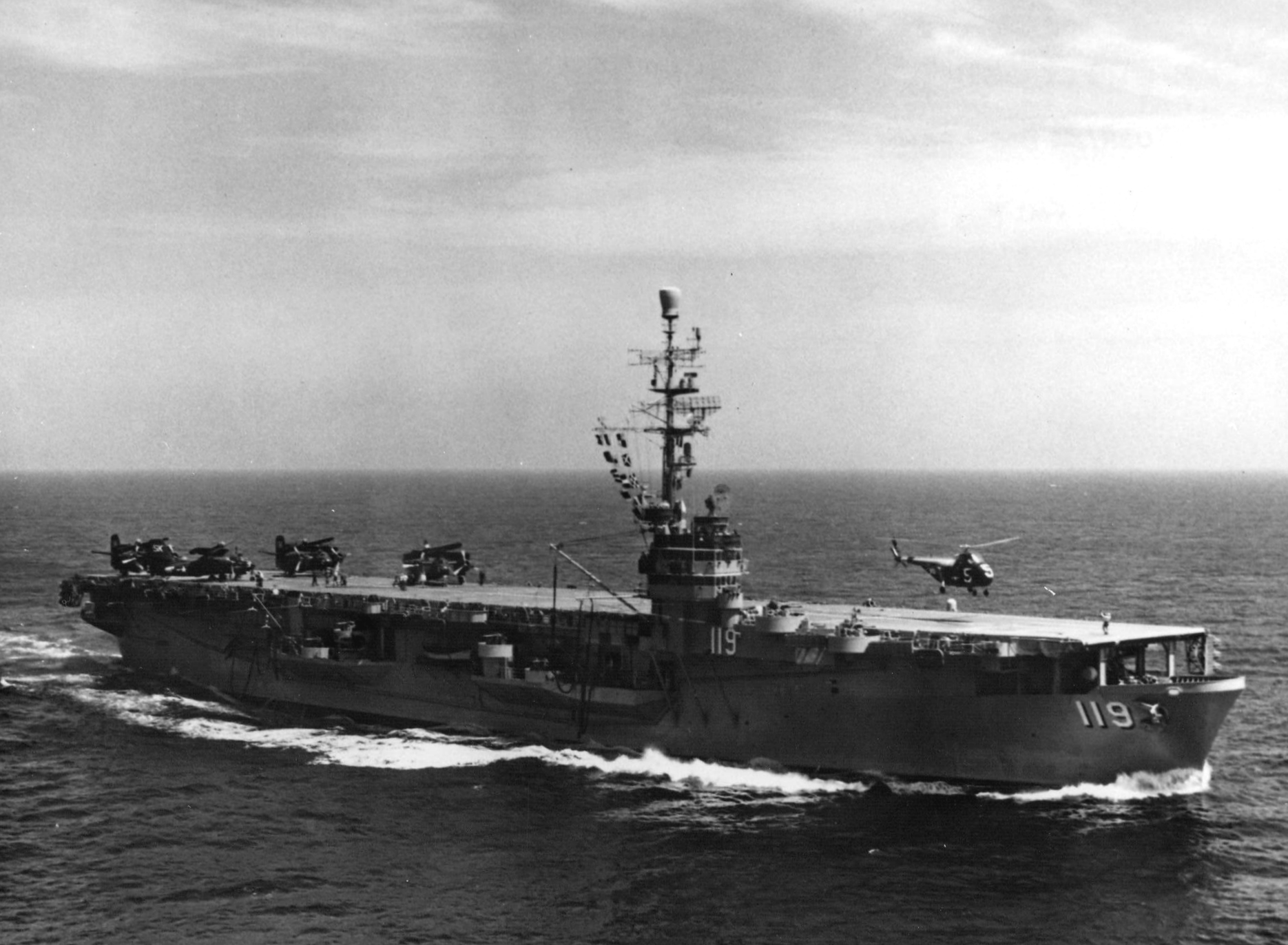
L'USS Point Cruz (CVE-119) reconverti en navire de lutte anti-sous-marine.

À la fin de la guerre, nombre de ces navires sont placés en réserve. Certains servent pendant la guerre de Corée. Après ce conflit, quelques-uns sont reconvertis en transports d’hélicoptères (CVEH et CVHA) et le PAE Gilbert Island, extensivement modifié, est converti en bâtiment relais de communications et rebaptisé USS Annapolis (AGMR-1) . Il sert dans cette capacité de 1964 à 1969. D’autres ont rapidement été mis à la ferraille, aux États-Unis, au Japon, et même en Belgique. Les derniers ont servi de transport d'aviation naviguant sous équipage militaire (classifiés AKV) ou civil (T-AKV) pendant la guerre du Vietnam.

## Liste des porte-avions d'escorte de l'US Navy
Le drapeau britannique  signifie que le bâtiment a été cédé au Royaume-Uni avant son attribution à l'US Navy.
| Code    | Nom                            | Classe           | Mis en service | Retiré du service | Destin / Remarques | Photo |
| ------- | ------------------------------ | ---------------- | -------------- | ----------------- | --- | ----- |
| CVE-1   | Long Island                    | Long Island      | 2 juin 1941    | 26 mars 1946      | mis à la ferraille en 1977 |       |
| AVG-1   |                                | Long Island      |                |                   | HMS Archer (D78) |       |
| AVG-2   |                                | Charger          |                |                   | HMS Avenger (D14) |       |
| AVG-3   |                                | Charger          |                |                   | HMS Biter (D97), futur Dixmude français                                                                                           |       |
| AVG-4   | Charger                        | Charger          |                |                   | renum. CVE-30 avant mise en service                                                                                               |       |
| AVG-5   |                                | Charger          |                |                   | HMS Dasher |       |
| AVG-6   |                                | Bogue            |                |                   | HMS Tracker (D24) |       |
| CVE-6   | Altamaha                       | Bogue            |                |                   | HMS Battler (D18) |       |
| CVE-7   | Barnes                         | Bogue            |                |                   | HMS Attacker (D02) |       |
| CVE-8   | Block Island                   | Bogue            |                |                   | HMS Hunter (D80) |       |
| CVE-9   | Bogue                          | Bogue            | 26 sept. 1942  | 30 nov. 1946      | mis à la ferraille en 1960 |       |
| CVE-10  | Breton                         | Bogue            |                |                   | HMS Chaser (D32) |       |
| CVE-11  | Card                           | Bogue            | 8 nov. 1942    | 10 mars 1970      | reclassifié AKV-40 en 1959, coulé par le Viet-Cong le 2 mai 1964 dans le port de Saïgon puis renfloué, mis à la ferraille en 1971 |       |
| CVE-12  | Copahee                        | Bogue            | 15 juin 1942   | 5 juill. 1946     | mis à la ferraille en 1961 |       |
| CVE-13  | Core                           | Bogue            | 10 déc. 1942   | 4 oct. 1946       | reclassifié T-AKV-41 en 1959, mis à la ferraille en 1970                                                                          |       |
| CVE-14  | Croatan                        | Bogue            |                |                   | HMS Fencer (D64) |       |
| CVE-15  | Hamlin                         | Bogue            |                |                   | HMS Stalker (D91) |       |
| CVE-16  | Nassau                         | Bogue            | 20 août 1942   | 28 oct. 1946      | mis à la ferraille en 1961 |       |
| CVE-17  | St. George                     | Bogue            |                |                   | HMS Pursuer (D73) |       |
| CVE-18  | Altamaha                       | Bogue            | 15 sept. 1942  | 28 oct. 1946      | mis à la ferraille en 1961 |       |
| CVE-19  | Prince William                 | Bogue            |                |                   | HMS Striker (D12) |       |
| CVE-20  | Barnes                         | Bogue            | 23 fév. 1943   | 29 août 1946      | mis à la ferraille en 1959 |       |
| CVE-21  | Block Island                   | Bogue            | 8 mars 1943    | 29 mai 1944       | coulé par un sous-marin allemand au large des îles Canaries                                                                       |       |
| CVE-22  |                                | Bogue            |                |                   | HMS Searcher (D40) |       |
| CVE-23  | Breton                         | Bogue            | 12 avr. 1943   | 20 août 1946      | mis à la ferraille en 1972 |       |
| CVE-24  |                                | Bogue            |                |                   | HMS Ravager (D70) |       |
| CVE-25  | Croatan                        | Bogue            | 28 avr. 1943   | 20 mai 1946       | Service pour la Nasa (1964-65), mis à la ferraille en 1971                                                                        |       |
| CVE-26  | Sangamon                       | Sangamon         | 23 oct. 1940   | 24 oct. 1945      | mis à la ferraille en 1960 |       |
| CVE-27  | Suwannee                       | Sangamon         | 16 juill. 1941 | 8 janv. 1947      | mis à la ferraille en 1962 |       |
| CVE-28  | Chenango                       | Sangamon         | 20 juin 1941   | 19 août 1946      | mis à la ferraille en 1960 |       |
| CVE-29  | Santee                         | Sangamon         | 30 oct. 1940   | 21 oct. 1946      | mis à la ferraille en 1960 |       |
| CVE-30  | Charger                        | Charger          | 3 mars 1942    | 15 mars 1946      | converti en navire marchand, mis à la ferraille en 1969                                                                           |       |
| CVE-31  | Prince William                 | Bogue            | 9 avr. 1943    | 29 août 1946      | mis à la ferraille en 1961 |       |
| CVE-32  | Chatham (en)                   | Bogue            |                |                   | HMS Slinger (D26) |       |
| CVE-33  | Glacier                        | Bogue            |                |                   | HMS Atheling (D51) |       |
| CVE-34  | Pybus                          | Bogue            |                |                   | HMS Emperor (D98) |       |
| CVE-35  | Baffins                        | Bogue            |                |                   | HMS Ameer (D01) |       |
| CVE-36  | Bolinas                        | Bogue            |                |                   | HMS Begum (D38) |       |
| CVE-37  | Bastian                        | Bogue            |                |                   | HMS Trumpeter (D09) |       |
| CVE-38  | Carnegie                       | Bogue            |                |                   | HMS Empress (D42) |       |
| CVE-39  | Cordova                        | Bogue            |                |                   | HMS Khedive (D62) |       |
| CVE-40  | Delgada                        | Bogue            |                |                   | HMS Speaker (D90) |       |
| CVE-41  | Edisto                         | Bogue            |                |                   | HMS Nabob (D77) |       |
| CVE-42  | Estero                         | Bogue            |                |                   | HMS Premier (D23) |       |
| CVE-43  | Jamaica                        | Bogue            |                |                   | HMS Shah (D21) |       |
| CVE-44  | Keweenaw                       | Bogue            |                |                   | HMS Patroller (D07) |       |
| CVE-45  | Prince William                 | Bogue            |                |                   | HMS Rajah (D10) |       |
| CVE-46  | Niantic                        | Bogue            |                |                   | HMS Ranee (D03) |       |
| CVE-47  | Perdido                        | Bogue            |                |                   | HMS Trouncer (D85) |       |
| CVE-48  | Sunset                         | Bogue            |                |                   | HMS Thane (D48) |       |
| CVE-49  | St. Andrews                    | Bogue            |                |                   | HMS Queen (D19) |       |
| CVE-50  | St. Joseph                     | Bogue            |                |                   | HMS Ruler (D72) |       |
| CVE-51  | St. Simon                      | Bogue            |                |                   | HMS Arbiter (D31) |       |
| CVE-52  | Vermillion (en)                | Bogue            |                |                   | HMS Smiter (D55) |       |
| CVE-53  | Willapa                        | Bogue            |                |                   | HMS Puncher (D79) |       |
| CVE-54  | Winjah                         | Bogue            |                |                   | HMS Reaper (D82) |       |
| CVE-55  | Casablanca                     | Casablanca       | 8 juill. 1943  | 10 juin 1946      | mis à la ferraille en 1947 |       |
| CVE-56  | Liscome Bay                    | Casablanca       | 7 août 1943    | 24 nov. 1943      | coulé par un sous-marin japonais au sud-ouest de l'île de Butaritari                                                              |       |
| CVE-57  | Coral Sea / Anzio              | Casablanca       | 28 août 1943   | 5 août 1946       | change de nom le 15 sept. 1944, mis à la ferraille en 1959                                                                        |       |
| CVE-58  | Corregidor                     | Casablanca       | 31 août 1943   | 4 sept. 1958      | mis à la ferraille en 1959 |       |
| CVE-59  | Mission Bay                    | Casablanca       | 13 sept. 1943  | 1er sept. 1958    | mis à la ferraille en 1959 |       |
| CVE-60  | Guadalcanal                    | Casablanca       | 25 sept. 1943  | 15 juill. 1946    | mis à la ferraille en 1958 |       |
| CVE-61  | Manila Bay                     | Casablanca       | 5 oct. 1943    | 31 juill. 1946    | mis à la ferraille en 1959 |       |
| CVE-62  | Natoma Bay                     | Casablanca       | 14 oct. 1943   | 20 mai 1946       | mis à la ferraille en 1959 |       |
| CVE-63  | St. Lo                         | Casablanca       | 23 oct. 1943   | 25 oct. 1944      | coulé par un kamikaze lors de la bataille du golfe de Leyte (bataille de Samar)                                                   |       |
| CVE-64  | Tripoli                        | Casablanca       | 31 oct. 1943   | 22 mai 1946       | reclassifié CVU-64 (1955), mis à la ferraille en 1960                                                                             |       |
| CVE-65  | Wake Island                    | Casablanca       | 7 nov. 1943    | 5 avr. 1946       | mis à la ferraille en 1946 |       |
| CVE-66  | White Plains                   | Casablanca       | 15 nov. 1943   | 10 juill. 1946    | mis à la ferraille en 1958 |       |
| CVE-67  | Solomons                       | Casablanca       | 21 nov. 1943   | 15 mai 1946       | mis à la ferraille en 1947 |       |
| CVE-68  | Kalinin Bay                    | Casablanca       | 27 nov. 1943   | 15 mai 1946       | mis à la ferraille en 1946 |       |
| CVE-69  | Kasaan Bay                     | Casablanca       | 4 déc. 1943    | 29 janv. 1946     | mis à la ferraille en 1960 |       |
| CVE-70  | Fanshaw Bay                    | Casablanca       | 9 déc. 1943    | 14 août 1943      | mis à la ferraille en 1959 |       |
| CVE-71  | Kitkun Bay                     | Casablanca       | 15 déc. 1943   | 19 avr. 1946      | mis à la ferraille en 1947 |       |
| CVE-72  | Tulagi                         | Casablanca       | 21 déc. 1943   | 30 avr. 1946      | |       |
| CVE-73  | Gambier Bay                    | Casablanca       | 28 déc. 1943   | 25 oct. 1944      | coulé lors de la bataille de Samar                                                                                                |       |
| CVE-74  | Nehenta Bay                    | Casablanca       | 3 janv. 1944   | 15 mai 1946       | reclassifié AKV-24 (1959), mis à la ferraille en 1960                                                                             |       |
| CVE-75  | Hoggatt Bay                    | Casablanca       | 11 janv. 1944  | 20 juill. 1946    | mis à la ferraille en 1960 |       |
| CVE-76  | Kadashan Bay                   | Casablanca       | 18 janv. 1944  | 14 juin 1946      | mis à la ferraille en 1959 |       |
| CVE-77  | Marcus Island                  | Casablanca       | 26 janv. 1944  | 12 déc. 1946      | reclassifié AKV-27 (1959), mis à la ferraille en 1960                                                                             |       |
| CVE-78  | Savo Island                    | Casablanca       | 3 fév. 1944    | 12 déc. 1946      | reclassifié AKV-28 (1959), mis à la ferraille en 1960                                                                             |       |
| CVE-79  | Ommaney Bay                    | Casablanca       | 11 fév. 1944   | 4 janv. 1945      | coulé par un kamikaze au large de l'île de Panay                                                                                  |       |
| CVE-80  | Petrof Bay                     | Casablanca       | 18 fév. 1944   | 31 juill. 1946    | mis à la ferraille en 1959 |       |
| CVE-81  | Rudyerd Bay                    | Casablanca       | 25 fév. 1944   | 11 juin 1946      | reclassifié AKV-29 (1959), mis à la ferraille en 1960                                                                             |       |
| CVE-82  | Saginaw Bay                    | Casablanca       | 2 mars 1944    | 6 juin 1946       | mis à la ferraille en 1959 |       |
| CVE-83  | Sargent Bay                    | Casablanca       | 9 mars 1944    | 23 juill. 1946    | mis à la ferraille en 1959 |       |
| CVE-84  | Shamrock Bay (en)              | Casablanca       | 15 mars 1944   | 6 juill. 1946     | mis à la ferraille en 1958 |       |
| CVE-85  | Shipley Bay                    | Casablanca       | 21 mars 1944   | 28 juin 1946      | mis à la ferraille en 1959 |       |
| CVE-86  | Sitkoh Bay                     | Casablanca       | 28 mars 1944   | 30 nov. 1946      | reclassifié AKV-86 (1960), mis à la ferraille en 1960                                                                             |       |
| CVE-87  | Steamer Bay                    | Casablanca       | 4 avr. 1944    | 4 fév. 1946       | mis à la ferraille en 1959 |       |
| CVE-88  | Cape Esperance                 | Casablanca       | 9 avr. 1944    | 15 janv. 1959     | mis à la ferraille en 1959 |       |
| CVE-89  | Takanis Bay                    | Casablanca       | 15 avr. 1944   | 1er mai 1946      | mis à la ferraille en 1960 |       |
| CVE-90  | Thetis Bay                     | Casablanca       | 21 avr. 1944   | 1er mars 1964     | reclassifié LPH-6 (1959), mis à la ferraille en 1964                                                                              |       |
| CVE-91  | Makassar Strait                | Casablanca       | 27 avr. 1944   | 9 août 1946       | utilisé comme cible par la Navy (1958)                                                                                            |       |
| CVE-92  | Windham Bay (en)               | Casablanca       | 3 mai 1944     | 23 août 1946      | reclassifié CVU-92 (1957), mis à la ferraille en 1961                                                                             |       |
| CVE-93  | Makin Island                   | Casablanca       | 9 mai 1944     | 19 avr. 1946      | mis à la ferraille en 1947 |       |
| CVE-94  | Lunga Point                    | Casablanca       | 14 mai 1944    | 24 oct. 1946      | reclassifié AKV-32 (1959), mis à la ferraille en 1960                                                                             |       |
| CVE-95  | Bismarck Sea                   | Casablanca       | 20 mai 1944    | 4 janv. 1945      | coulé par un kamikaze au large d'Iwo Jima                                                                                         |       |
| CVE-96  | Salamaua                       | Casablanca       | 26 mai 1944    | 9 mai 1946        | mis à la ferraille en 1946 |       |
| CVE-97  | Hollandia                      | Casablanca       | 1er juin 1944  | 17 janv. 1947     | reclassifié AKV-33 (1959), mis à la ferraille en 1960                                                                             |       |
| CVE-98  | Kwajalein                      | Casablanca       | 7 juin 1944    | 16 août 1945      | mis à la ferraille en 1960 |       |
| CVE-99  | Admiralty Islands              | Casablanca       | 13 juin 1944   | 24 avr. 1946      | mis à la ferraille en 1946 |       |
| CVE-100 | Bougainville                   | Casablanca       | 18 juin 1944   | 3 nov. 1946       | reclassifié CVU-100 (1955) |       |
| CVE-101 | Matanikau                      | Casablanca       | 24 juin 1944   | 11 oct. 1946      | reclassifié AKV-36 (1959), mis à la ferraille en 1960                                                                             |       |
| CVE-102 | Attu                           | Casablanca       | 30 juin 1944   | 8 juin 1946       | mis à la ferraille en 1947 |       |
| CVE-103 | Roi                            | Casablanca       | 6 juill. 1944  | 9 mai 1946        | mis à la ferraille en 1947 |       |
| CVE-104 | Munda                          | Casablanca       | 8 juill. 1944  | 24 avr. 1946      | mis à la ferraille en 1960 |       |
| CVE-105 | USS Commencement Bay (CVE-105) | Commencement Bay | 7 nov. 1944    | 30 nov. 1946      | reclassifié AKV-37 (1959) |       |
| CVE-106 | USS Block Island (CVE-106)     | Commencement Bay | 30 déc. 1944   | 27 août 1954      | mis à la ferraille en 1959 |       |
| CVE-107 | USS Gilbert Islands (CVE-107)  | Commencement Bay | 5 fév. 1945    | 21 mai 1946       | remis en service entre 1951 et 1955, reclassifié AGMR-1 (1959)                                                                    |       |
| CVE-108 | USS Kula Gulf (CVE-108)        | Commencement Bay | 12 mai 1945    | 19 août 1955      | reclassifié AKV-8 (1959) |       |
| CVE-109 | USS Cape Gloucester (CVE-109)  | Commencement Bay | 5 mars 1945    | 5 nov. 1946       | reclassifié AKV-9 (1959) |       |
| CVE-110 | USS Salerno Bay (CVE-110)      | Commencement Bay | 19 mai 1945    | 16 fév. 1954      | mis à la ferraille en 1961 |       |
| CVE-111 | USS Vella Gulf (CVE-111)       | Commencement Bay | 9 avr. 1945    | 9 août 1946       | reclassifié T-AKW-11 (1959), mis à la ferraille en 1971                                                                           |       |
| CVE-112 | USS Siboney (CVE-112)          | Commencement Bay | 14 mai 1945    | 31 juill. 1956    | mis à la ferraille en 1970 |       |
| CVE-113 | USS Puget Sound (CVE-113)      | Commencement Bay | 18 juin 1945   | 18 oct. 1946      | reclassifié AKV-13 (1959), mis à la ferraille en 1962                                                                             |       |
| CVE-114 | USS Rendova (CVE-114)          | Commencement Bay | 22 oct. 1945   | 30 juin 1955      | reclassifié T-AKV-14 (1959), mis à la ferraille en 1971                                                                           |       |
| CVE-115 | USS Bairoko (CVE-115)          | Commencement Bay | 16 juill. 1945 | 18 fév. 1955      | mis à la ferraille en 1960 |       |
| CVE-116 | USS Badoeng Strait (CVE-116)   | Commencement Bay | 14 nov. 1945   | 17 mai 1957       | |       |
| CVE-117 | USS Saidor (CVE-117)           | Commencement Bay | 4 sept. 1945   | 12 sept. 1947     | reclassifié AKV-17 (1959), mis à la ferraille en 1971                                                                             |       |
| CVE-118 | USS Sicily (CVE-118)           | Commencement Bay | 27 fév. 1946   | 1954              | mis à la ferraille en 1960 |       |
| CVE-119 | Point Cruz                     | Commencement Bay | 16 oct. 1945   | 30 juin 1947      | reclassifié AKV-19 (1959) |       |
| CVE-120 | Mindoro                        | Commencement Bay | 4 déc. 1945    | 4 août 1955       | reclassifié AKV-20 (1959), mis à la ferraille en 1961                                                                             |       |
| CVE-121 | Rabaul                         | Commencement Bay |                |                   | reclassifié AKV-21 (1959), mis à la ferraille en 1972                                                                             |       |
| CVE-122 | Palau                          | Commencement Bay | 15 janv. 1946  | 15 juin 1954      | mis à la ferraille en 1960 |       |
| CVE-123 | Tinian                         | Commencement Bay |                |                   | reclassifié AKV-23 (1959), mis à la ferraille en 1972                                                                             |       |
| CVE-124 | Bastogne                       | Commencement Bay |                |                   | construction annulée |       |
| CVE-125 | Eniwetok                       | Commencement Bay |                |                   | construction annulée |       |
| CVE-126 | Lingayen                       | Commencement Bay |                |                   | construction arrêtée après 3 mois (1945)                                                                                          |       |
| CVE-127 | Okinawa                        | Commencement Bay |                |                   | construction arrêtée après 3 mois (1945)                                                                                          |       |
| CVE-128 |                                | CVE-128          |                |                   | construction annulée |       |
| CVE-129 |                                | CVE-128          |                |                   | construction annulée |       |
| CVE-130 |                                | CVE-128          |                |                   | construction annulée |       |
| CVE-131 |                                | CVE-128          |                |                   | construction annulée |       |
| CVE-132 |                                | CVE-128          |                |                   | construction annulée |       |
| CVE-133 |                                | CVE-128          |                |                   | construction annulée |       |
| CVE-134 |                                | CVE-128          |                |                   | construction annulée |       |
| CVE-135 |                                | CVE-128          |                |                   | construction annulée |       |
| CVE-136 |                                | CVE-128          |                |                   | construction annulée |       |
| CVE-137 |                                | CVE-128          |                |                   | construction annulée |       |
| CVE-138 |                                | CVE-128          |                |                   | construction annulée |       |
| CVE-139 |                                | CVE-128          |                |                   | construction annulée |       |

### Remarques sur les noms de baptême
- On remarque que le nom de Block Island revient trois fois : le CVE-8 est cédé à la Royal Navy et devient le HMS Hunter, le CVE-106 remplace le CVE-21 coulé le 29 mai 1944.
- Dans les baptêmes de CVE, on ne trouve pas moins de 54 baies (dont 26 attribuées) et 9 îles.
- Les CVE-19 (futur HMS Stricker) et CVE-31 Prince William n'ont rien à voir avec l'actuel héritier de la Couronne britannique, mais ils portent le nom d'un comté de Virginie.
- Plusieurs porte-avions changèrent de nom avant leur mise en service, souvent afin de célébrer des victoires sur l'ennemi :
  - le CVE-58 Auguilla Bay devint le Corregidor ;
  - le CVE-60 Astrolabe Bay devint le Guadalcanal ;
  - le CVE-63 Midway devint le St. Lo (à noter que le nom de Midway a été réattribué à un grand frère : le CVB-41, aujourd'hui converti en musée à San Diego) ;
  - le CVE-64 Didrickson Bay devint le Tripoli (en référence à la guerre de Tripoli) ;
  - le CVE-65 Dolomi Bay devint le Wake Island ;
  - le CVE-66 Elbour Bay devint le White Plains ;
  - le CVE-72 Fortazela Bay devint le Tulagi ;
  - le CVE-77 Kanalku Bay devint le Marcus Island ;
  - le CVE-78 Kaita Bay devint le Savo Island ;
  - le CVE-88 Tananek Bay devint le Cape Esperance ;
  - le CVE-91 Ulitaka Bay devint le Makassar Strait ;
  - le CVE-94 Alazon Bay devint le Lunga Point ;
  - le CVE-95 Alikula Bay devint le Bismarck Sea ;
  - le CVE-96 Anguilla Bay devint le Salamaua ;
  - le CVE-97 Astrolabe Bay devint le Hollandia ;
  - le CVE-98 Buccareli Bay devint le Kwajalein ;
  - le CVE-99 Chapin Bay devint le Admiralty Islands ;
  - le CVE-101 Dolomoi Bay devint le Matanikau ;
  - le CVE-102 Elbour Bay devint le Attu ;
  - le CVE-103 Alava Bay devint le Roi ;
  - le CVE-104 Tonowek Bay devint le Munda ;
  - le CVE-106 Sunset Bay  devint le Block Island ;
  - le CVE-108 Vermillion Bay devint le Kula Gulf ;
  - le CVE-109 Willapa Bay devint le Cape Gloucester ;
  - le CVE-110 Winjah Bay devint le Salerno Bay ;
  - le CVE-112 Frosty Bay devint le Siboney ;
  - le CVE-114 Mosser Bay devint le Rendova ;
  - le CVE-115 Portage Bay devint le Bairoko ;
  - le CVE-116 San Alberto Bay devint le Badoeng Strait ;
  - le CVE-117 Saltery Bay (en) devint le Saidor ;
  - le CVE-118 Sandy Bay devint le Sicily ;
  - le CVE-119 Trocadero Bay devint le Point Cruz.
- Certains ont même reçu trois noms de baptême :
  - le CVE-55 Ameer, puis Alazon Bay devint le Casablanca ;
  - le CVE-57 Alikula Bay devint le Coral Sea et changera encore de nom au cours de son service (Anzio) ;
  - le CVE-67 Emperor, puis Nassuk Bay devint le Solomons.

## Les différentes classes de CVE

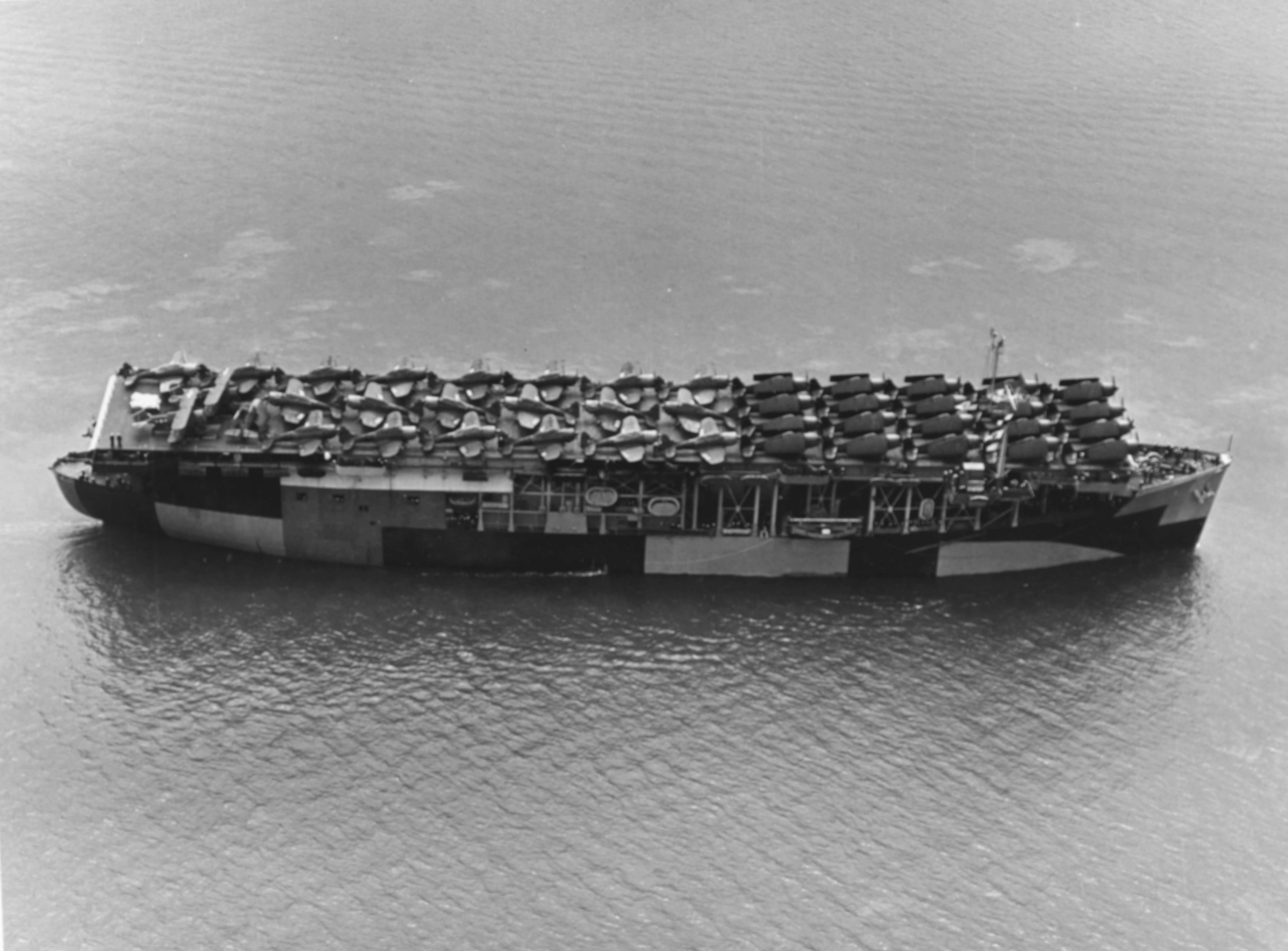
Le Long Island CVE-1

### La classeLong Island
- 1 navire mis en service en 1941 (+ 1 navire britannique, la classe Archer)

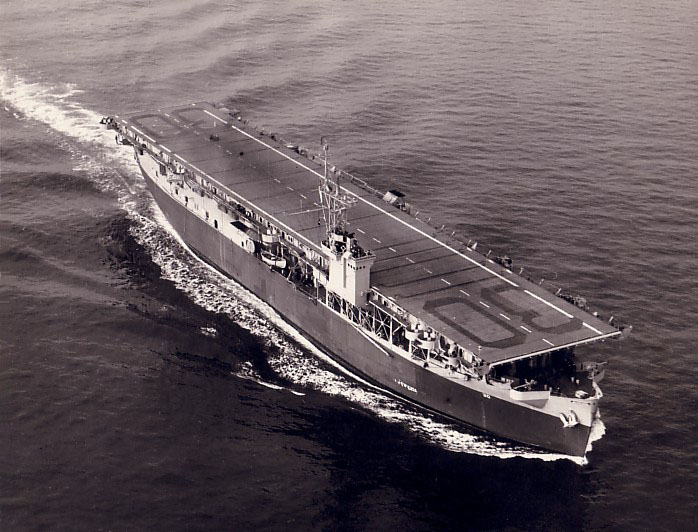
Le Charger CVE-30

- Longueur : 150 mètres hors tout
- Déplacement : 13 450 tonnes
- Vitesse max. : 16.5 nœuds
- Équipage : 970 hommes
- Capacité : 21 avions

### La classeCharger
- 1 navire mis en service en 1942 (+ 3 navires britanniques, la classe Avenger)

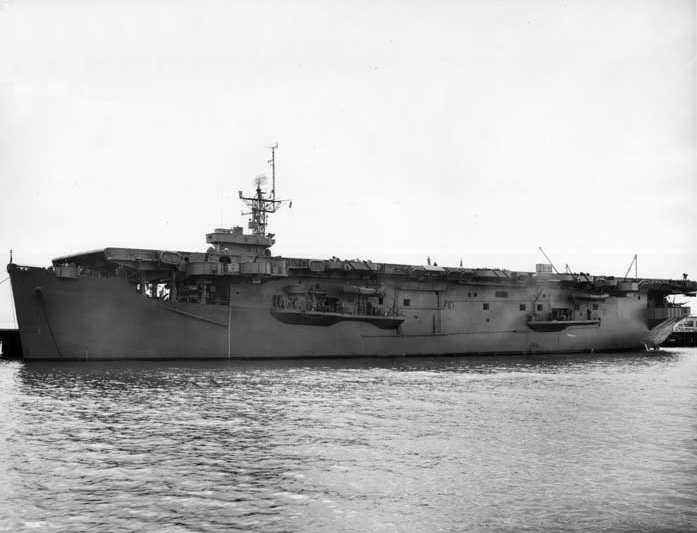
Le Barnes CVE-9, classe Bogue

- Longueur : 150 mètres hors tout
- Déplacement : 8 000 tonnes à vide
- Vitesse max. : 17 nœuds
- Équipage : 856 hommes
- Capacité : 30+ avions

### La classeBogue
- 11 navires mis en service en 1942 et 1943 (+ 34 navires britanniques, les classes Attacker, Ameer et Ruler)

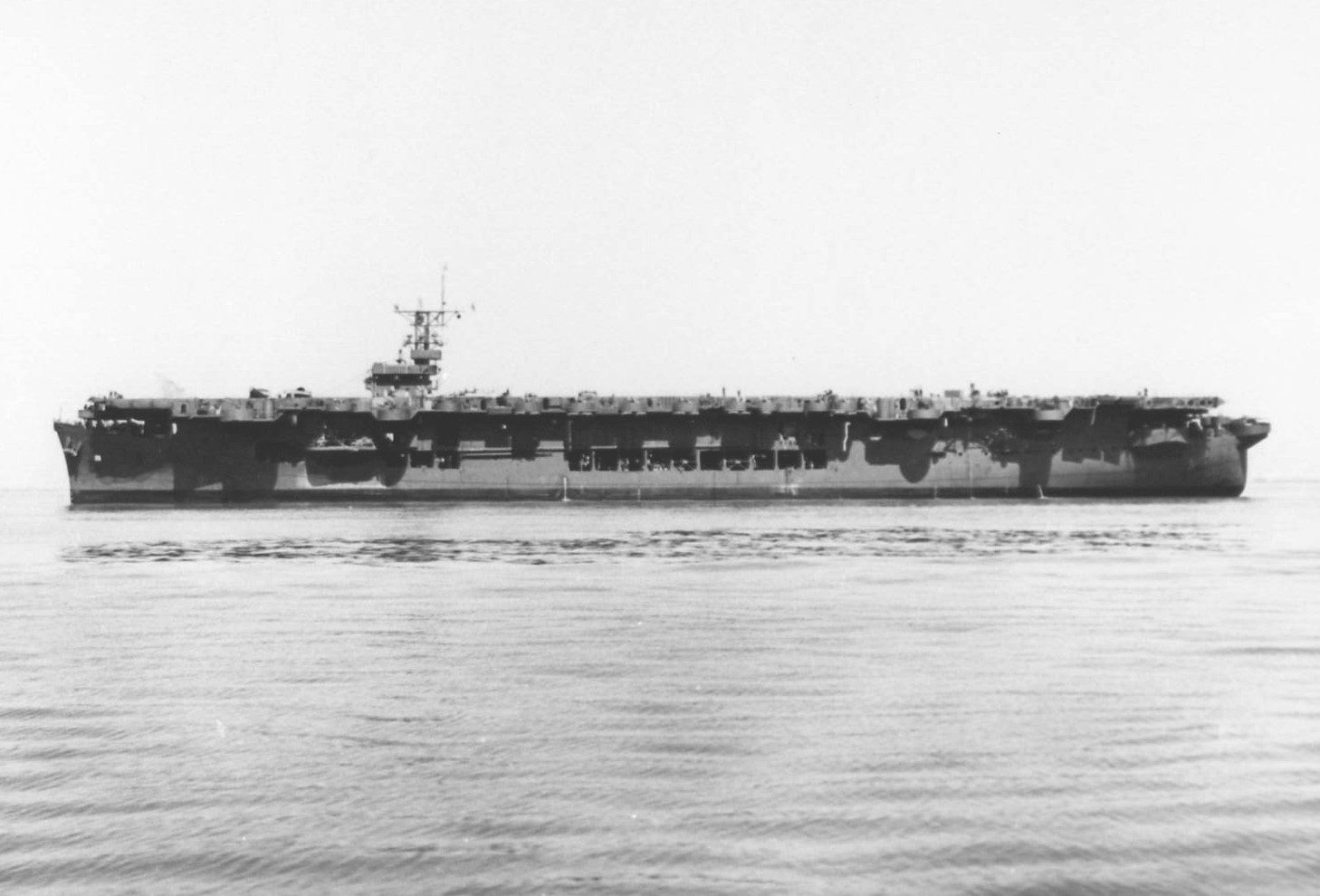
Le Chenango CVE-28, classe Sangamon

- Longueur : 151 mètres hors tout
- Déplacement : 7 800 à 9 800 tonnes à vide
- Vitesse max. : 16-18 nœuds
- Équipage : 890 à 1 205 hommes
- Capacité : 21-30 avions

### La classeSangamon
- 4 navires mis en service en 1940 et 1941

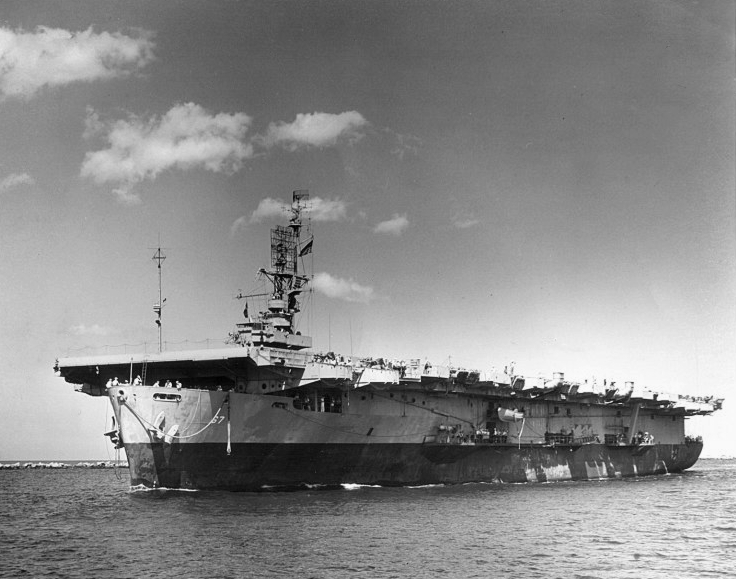
Le Solomons CVE-67, classe Casablanca

- Longueur : 169 mètres hors tout
- Déplacement : 11 000 tonnes à vide
- Vitesse max. : 18+ nœuds
- Équipage : 830 à 1 080 hommes
- Capacité : 25-31 avions

### La classeCasablanca
- 50 navires mis en service en 1943 et 1944

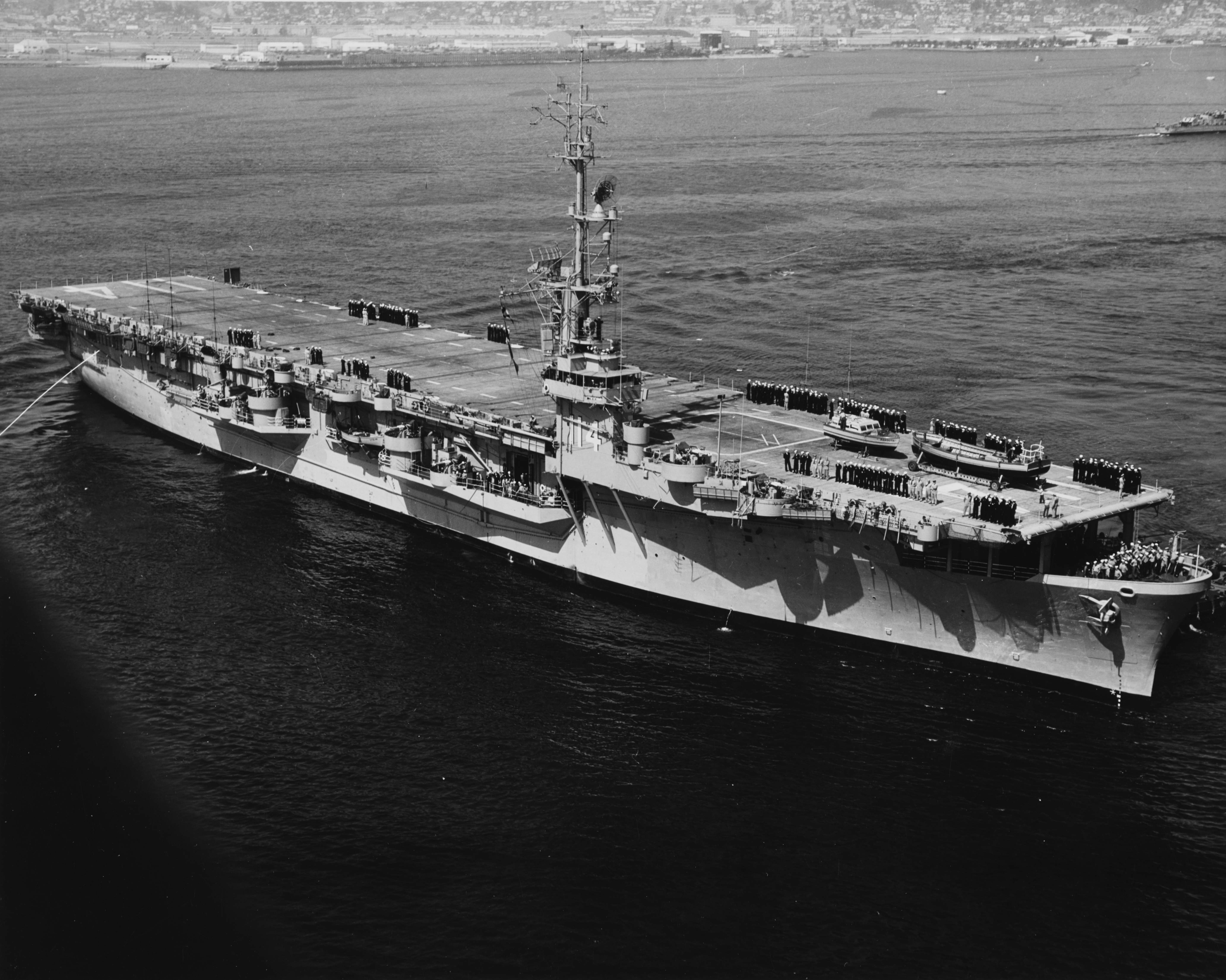
Le Rendova CVE-114, classe Commencement Bay

- Longueur : 156 mètres hors tout
- Déplacement : 7 800 à 8 000 tonnes à vide
- Vitesse max. : 19-20 nœuds
- Équipage : 850-860 hommes
- Capacité : 24-28 avions

### La classeCommencement Bay
- 19 navires mis en service en 1944 et 1946
- Longueur : 170 mètres hors tout
- Déplacement : 10 330 à 11 373 tonnes à vide
- Vitesse max. : 19 nœuds
- Équipage : 1 066 à 1 170 hommes
- Capacité : 33 avions